# Contea di Rush (Kansas)
La contea di Rush in inglese Rush County è una contea dello Stato del Kansas, negli Stati Uniti. La popolazione al censimento del 2000 era di 3 551 abitanti. Il capoluogo di contea è La Crosse.